# 甲奴郵便局
甲奴郵便局（こうぬゆうびんきょく）は、広島県三次市にある郵便局。民営化前の分類では集配特定郵便局であった。

## 概要
住所：〒729-4199 広島県三次市甲奴町西野543-3

## 沿革
- 1934年（昭和9年）8月1日 - 甲奴郵便局として開設[1]。
- 2007年（平成19年）10月1日 - 民営化に伴い、併設された郵便事業三次支店甲奴集配センターに一部業務を移管。
- 2012年（平成24年）10月1日 - 日本郵便株式会社発足に伴い、郵便事業三次支店甲奴集配センターを甲奴郵便局に統合。

## 取扱内容
- 郵便、印紙、ゆうパック、内容証明
- 貯金、為替、振替、振込、国際送金、国債
- 生命保険、バイク自賠責保険
- ゆうちょ銀行ATM
- 「729-41xx」区域（三次市内の一部地域）の集配業務

## 周辺
- JR福塩線 甲奴駅
- 広島県道27号吉舎油木線
- 広島県道51号甲山甲奴上市線

## アクセス
- JR福塩線 甲奴駅から徒歩約7分
- 中国バス 甲奴局前停留所から徒歩約2分
- 広島県道27号吉舎油木線・広島県道51号甲山甲奴上市線沿い
- 駐車場あり：2台